# Monastère de Tolga
Le monastère de Tolga, de la Présentation de la Vierge (Iaroslavl), Толгский монастырь
(nom complet en russe : То́лгский Яросла́вский в честь Введе́ния во храм), est un monastère orthodoxe et couvent de femmes situé à Iaroslavl, sur la rive gauche de la Volga.

## Histoire
Un monastère d'hommes est fondé en 1314 par Prokhor, l'évêque de l'éparchie de Iaroslavl et Rostov Veliki, à l'endroit d'un miracle de l'icône de La Vierge de Tolga. Son nom provient de la rivière proche de Tolga, affluent de la Volga. Le mot « tolga » selon toute vraisemblance, provient de la langue finno-ougrienne méria, du peuple des Mordes, qui vivaient auparavant dans la région de Iaroslavl. En méria, ce mot signifie « plume d'oiseau ». En 1987, après près de soixante ans de fermeture, un couvent pour femmes est rouvert.
Derrière les remparts du monastère, de petites douves longent les murs et un jardin a été créé depuis le XVIe siècle dans lequel ont été plantés des cèdres de Sibérie.

## Dates principales
Résumé des dates de l'histoire du monastère:
- 1314 — L'épiscope de Rostov, Prokhor à l'endroit d'un miracle de l'icône de Notre-Dame de Tolga.
- 1553 — Guérison de la jambe du tsar Ivan le Terrible, attribuée à l'icône de Tolga.
- 1609 — Massacre de moines, par les Polonais, au monastère.
- 1612 — Iaroslavl est sauvée de la peste après une procession de l'icône de Notre-Dame de Tolga.
- 1625 — L'église de l'Érection de la Croix est construite dans l'enceinte du monastère
- 1654 — La ville de Iaroslavl est sauvée de la peste pour la seconde fois
- 1657 — Iaroslavl est sauvée de la sécheresse
- 1652 — Construction de l'église Saint-Nicolas
- 1681—1683 — Construction de la cathédrale Vedenski
- 1763 — Visite de l'impératrice Catherine II
- 1812 — Inhumation dans la cathédrale Spasskoï du héros de la guerre de 1812, Nikolas Toutchkov, général-lieutenant
- 1883 — Visite du tsar Nicolas II.
- 1893 — Construction d'une chapelle pour l'inhumation des moines.
- 1913 — Visite du monastère par le tsar Nicolas II et la famille impériale.
- 1914 — Fête du 600e anniversaire de la fondation du monastère.
- 1928 — Fermeture du monastère.
- 1987 (décembre) — Ouverture du monastère Tolga, premier couvent de femmes dans la fédération de Russie (RSFSR).
- 1988 — Découverte des reliques de Saint Ignace Briantchaninov au monastère Nikolo-Babaïevski de Vologda et transfert de celles-ci au monastère de Tolga.
- 2003 — Rétrocession du musée au monastère de l'icône de Tolga de Notre-Dame
- 2008 — Le président du gouvernement de Russie Vladimir Poutine signe l'ordonnance qui rend la propriété de tous les monastères à l'Église orthodoxe russe[2].

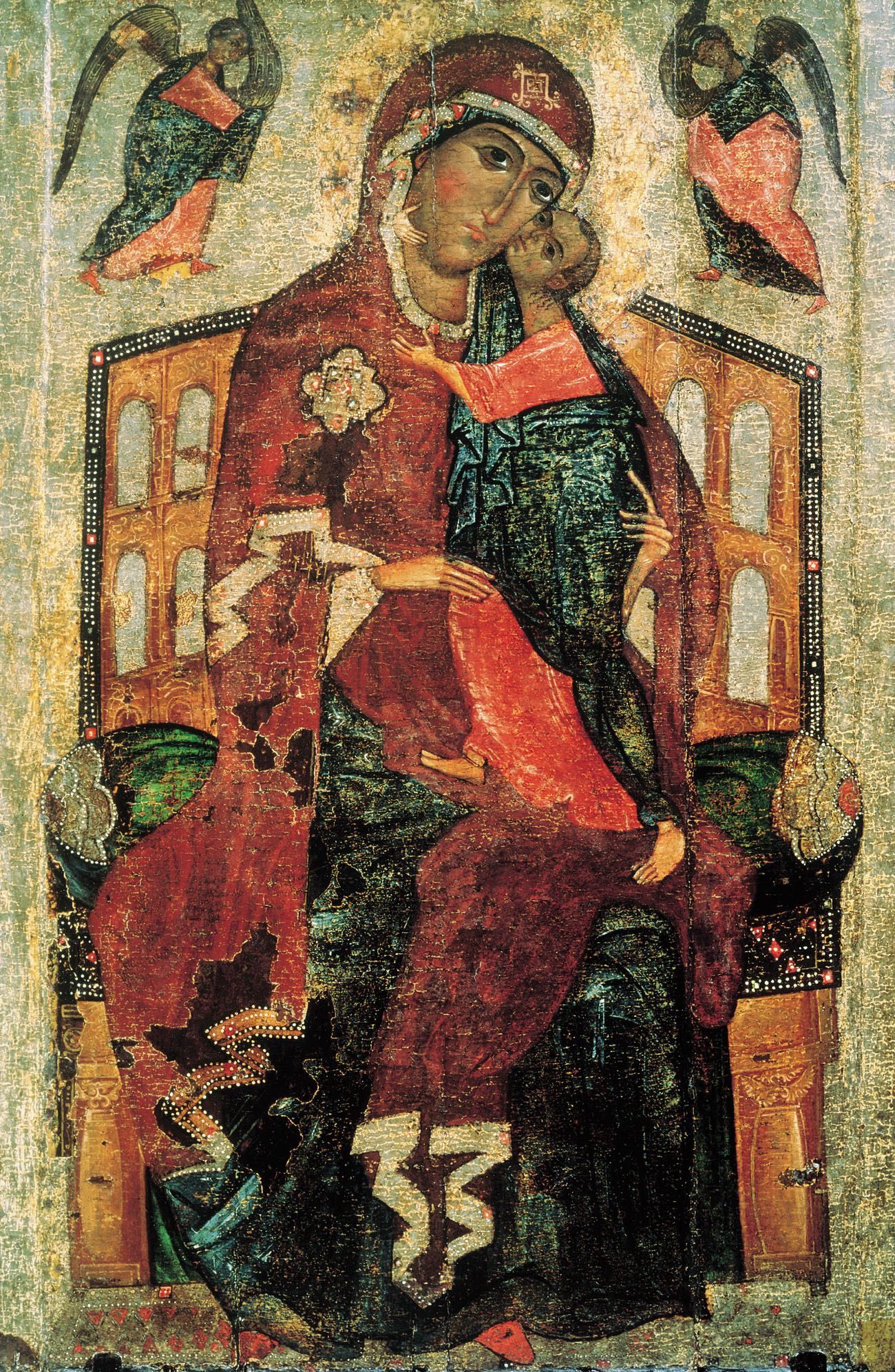
Grande icône de la Vierge de Tolga
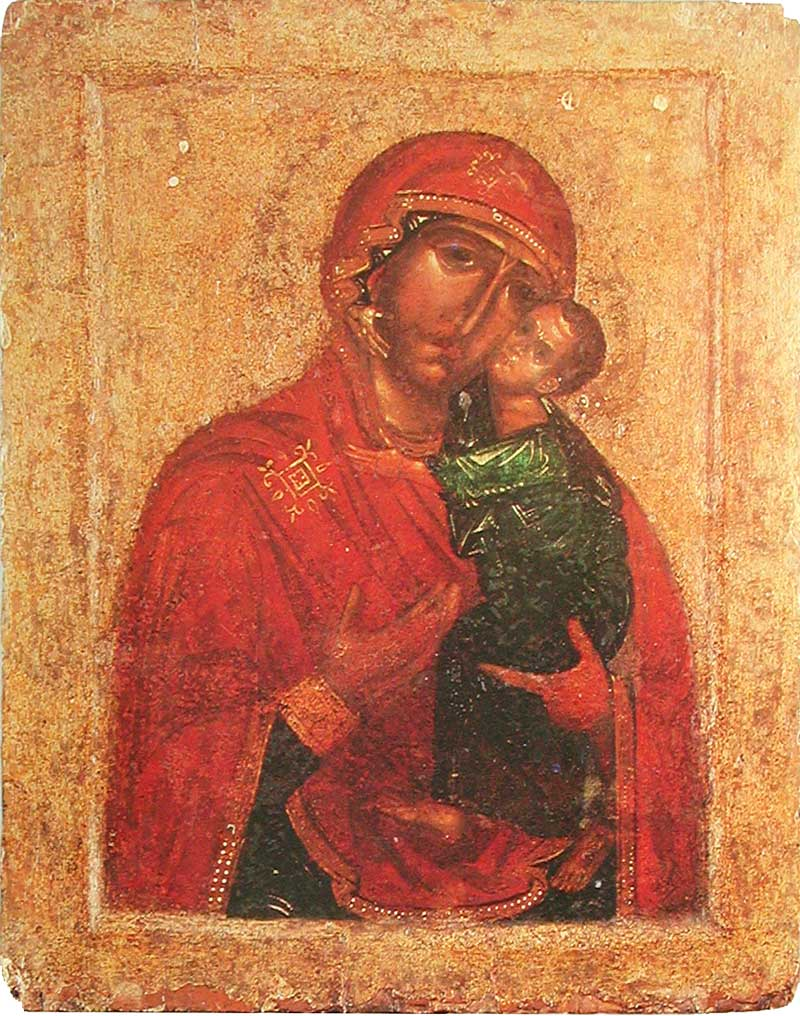
Icône de Tolga de Notre-Dame
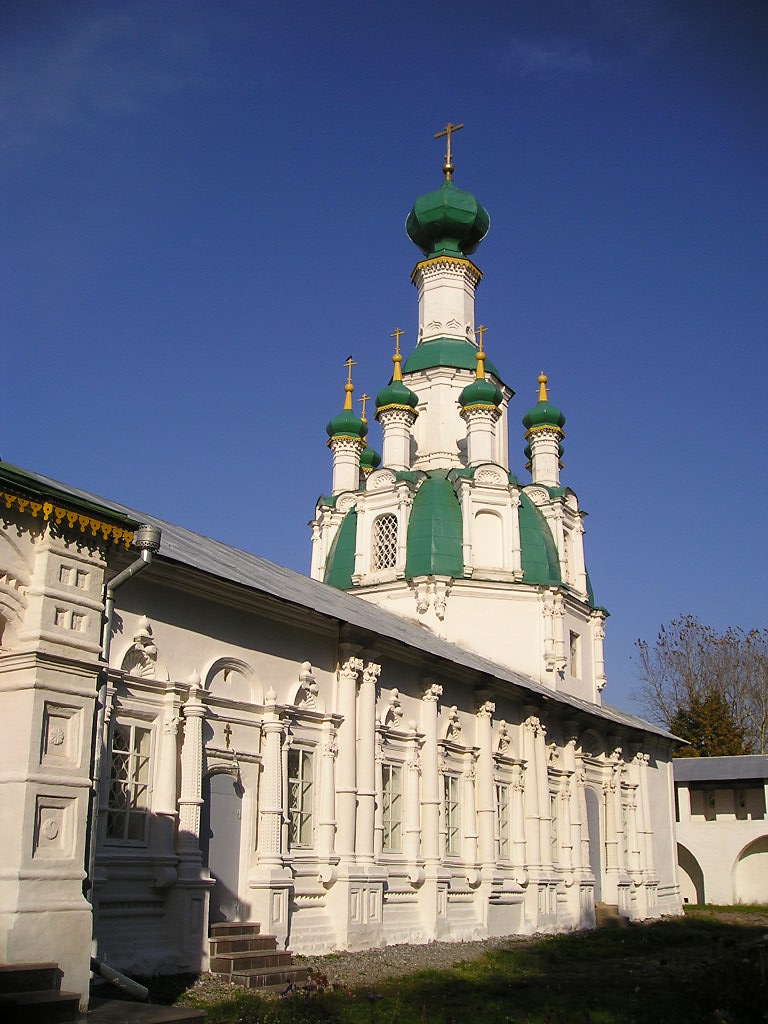
église hôpital à Tolga de style baroque
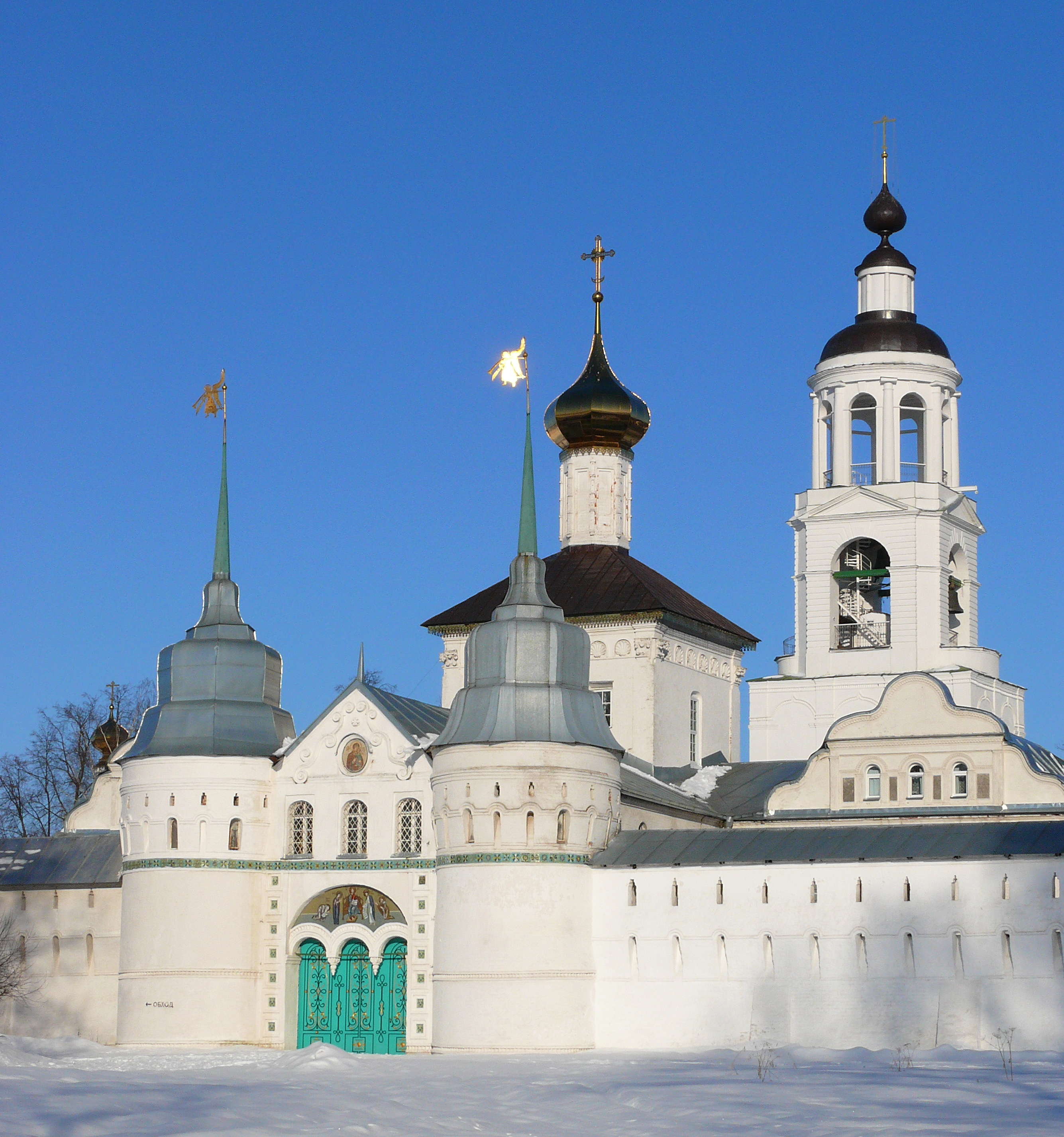
Monastère de Tolga
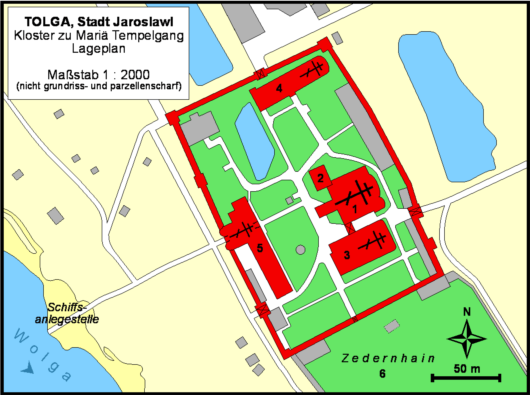
Plan du monastère

## Liens
- (ru) Статья об истории монастыря (histoire du monastère)
- (ru) Толгский женский монастырь(le couvent de femmes)
- (ru) Описание монастыря на сайте Ярославской епархии(description sur le site de l'éparchie de Iaroslavl)
- (ru)http://tolga-m.ru/